# Crazy House (desenho animado)
Crazy House ou Casa Maluca é o quarto desenho animado de Andy Panda produzido por Walter Lantz e provavelmente dirigido por Alex Lovy (como especulado por historiadores como Michael Barrier) ou pelo próprio Lantz (como ele mesmo dizia). O desenho animado foi lançado em 23 de setembro de 1940. 

## Enredo
Andy e seu pai procuram abrigo contra uma enchente em um prédio abandonado, que na realidade é uma casa divertida, cheia de coisas como piadas escondidas, um carrossel barulhento e uma pista de dança. 

## Produção
O desenho animado é reconhecido como o primeiro filme totalmente independente de Lantz. No início de 1940, a Universal Pictures, que enfrentava sérios problemas financeiros, decidiu cortar o adiantamento semanal de Lantz, forçando o produtor a encerrar o estúdio por um tempo. Crazy House foi produzido durante o encerramento, pois Lantz conseguiu obter todos os direitos sobre os personagens do estúdio, caso a Universal não pudesse continuar distribuindo os desenhos.